# Lothar Neukirchner
Lothar Neukirchner (* 26. Mai 1959) ist ein ehemaliger deutscher Motorradrennfahrer.
Er ist der Vater von Max Neukirchner, der von 2005 bis 2013 in der Superbike-Weltmeisterschaft an den Start ging.

## Karriere
Lothar Neukirchner startete bis zur Wiedervereinigung in der Motorrad-Straßenmeisterschaft der DDR. In den Jahren 1987, 1988 und 1989 gewann er, für den MC Wismut Aue startend, den Titel in der 250-cm³-Klasse der DDR-Meisterschaft, 1990 wurde er Vizemeister.
1994 bestritt Neukirchner auf Harris-Yamaha fünf Rennen in der Motorrad-Weltmeisterschaft. Seine beste Platzierung dabei war der 19. Rang beim Großen Preis von Deutschland auf dem Hockenheimring.
Nach seiner aktiven Karriere förderte Lothar Neukirchner die Karriere seines Sohnes Max und betrieb ein eigenes Team in der Internationalen Deutschen Motorradmeisterschaft.

## Erfolge
- 1987 – 250-cm³-DDR-Meister[1]
- 1988 – 250-cm³-DDR-Meister[1]
- 1989 – 250-cm³-DDR-Meister[1]

## Verweise